# Roberto Louvin
Roberto (Robert) Louvin (pron. fr. AFI: [luvɛ̃]) (Aosta, 31 ottobre 1960) è un politico italiano.
È stato Presidente della Regione autonoma Valle d'Aosta dal 2002 al 2003.

## Biografia
Avvocato, dottore di ricerca in diritto costituzionale e professore associato di diritto pubblico comparato presso l'Università di Trieste.
Ha svolto una lunga attività politica militando da giovane nelle file della Jeunesse Valdôtaine e in seguito nell'Union Valdôtaine. Con l'Union Valdôtaine viene eletto in Consiglio regionale per tre legislature dal 1988 al 2003. Durante la prima giunta guidata da Dino Viérin (1993-1998) è assessore alla Pubblica istruzione. Dal 1998 al 2002 è Presidente del Consiglio regionale della Valle d'Aosta e in tale veste presiede tra il 2000 e il 2002 la Conferenza dei Presidenti dei Consigli regionali e delle Province autonome italiane.
Nel dicembre 2002 viene eletto Presidente della Valle d'Aosta, prendendo il posto del dimissionario Dino Viérin. Non si ricandida alle regionali del 2003.
Nel 2005 lascia l'Union Valdôtaine e promuove la nascita di Aosta Viva, trasformata l'anno seguente nel movimento Vallée d'Aoste Vive. Nello stesso anno si candida sindaco di Aosta in occasione delle elezioni comunali, appoggiato da liste civiche, da Rifondazione comunista e dalla Federazione dei Verdi ottenendo il 33,10% delle preferenze.
Alle elezioni regionali in Valle d'Aosta del 2008 si candida in Consiglio regionale nella lista comune tra "Vallé d'Aoste Vive" e Renouveau Valdôtain e viene rieletto. Diventa capogruppo. Si dimette da consigliere nel gennaio 2013 lasciando la politica attiva.
Alle elezioni europee del 2009 si candida al Parlamento Europeo senza però risultare eletto. La lista di Louvin, apparentata all'Italia dei Valori, non supera la soglia di sbarramento.
Ha promosso la fondazione dell'Università della Valle d'Aosta e, in ambito internazionale, è stato membro supplente del Comitato delle regioni dell'Unione europea ed ha presieduto la Commissione Éducation, communication et affaires culturelles dell'Assemblée parlementaire de la Francophonie (APF) dal 2000 al 2003.
Dal 2014 al 2021 è Presidente della Commissione paritetica Stato-Regione Valle d'Aosta per le norme di attuazione dello Statuto speciale.
Nel gennaio del 2014 è succeduto per un triennio a Stefano Rodotà come presidente dell'International University College di Torino.
Titolare degli insegnamenti di Diritto pubblico comparato, Diritto comparato dell’ambiente e Diritto dell’Unione europea presso il Dipartimento di Scienze politiche e sociali dell'Università di Trieste, è anche ricercatore associato dell’Istituto di Studi sui sistemi regionali, federali e sulle autonomie “Massimo Severo Giannini” (ISSIRFA-CNR) per le ricerche connesse alla tematica "Regioni e ambiente".

### La Giunta (18 dicembre 2002-7 luglio 2003)
Presidente:
- Roberto Louvin

Assessori:
- Gino Agnesod - Assessore del bilancio, finanze e programmazione
- Alberto Cerise - Assessore del turismo, sport, commercio e trasporti
- Piero Ferraris - Assessore dell'industria, artigianato ed energia
- Ennio Pastoret - Assessore dell'istruzione e cultura
- Carlo Perrin - Assessore dell'agricoltura e risorse naturali
- Franco Vallet - Assessore del territorio, ambiente e opere pubbliche
- Roberto Vicquéry - Assessore della sanità, salute e politiche sociali

## Provvedimenti giudiziari
È stato condannato in via definitiva nel 2020 dalla Corte d'Appello di Torino (La Stampa, Pagine della Valle d’Aosta, 12 febbraio 2020, pag. 40) per finanziamento illecito ai partiti. in concorso con i colleghi del gruppo politico ALPE a tre mesi e 1200 euro di multa, con sospensione condizionale della pena, per finanziamento illecito ai partiti in relazione ad acquisto di gadgets e bandiere e a spese per la pubblicazione dei bilanci del movimento.
È stato condannato dalla sezione giurisdizionale della Corte dei Conti della Valle d'Aosta a risarcire la Regione Autonoma Valle d'Aosta di 1500 euro nell'ambito dell'inchiesta di cui sopra sulla gestione dei fondi dei gruppi consiliari tra il 2008 e il 2013.Morelli-Louvin, condanna a 9.500 euro - Valle d'Aosta - ANSA.it

## Pubblicazioni
È autore e curatore di numerose pubblicazioni, fra cui:
- - La Valle d’Aosta. Genesi, attualità e prospettive di un ordinamento autonomo, Aosta, Musumeci, 1997
- - Legami federativi e declino della sovranità, Quattro percorsi costituzionali emblematici, Torino, Giappichelli, Collana Alle frontiere del diritto, 200
- - Autonomie, scuola e particolarismo linguistico in Valle d’Aosta, Torino, Università della Valle d'Aosta – Stampatori, 2009
- - Un bene comune tra pubblico e privato, Profili giuridici del fenomeno delle consorterie valdostane, Aosta, Le Chateau, 2012
- - (con P. Macchia), Tutela e valorizzazione della montagna nella prospettiva di riforma delle aree protette, Roma, Aracne, 2015
- - Oltre il referendum. Percorsi di consolidamento per l’acqua come bene comune, IUC-Le Château Edizioni, Aosta, 2016
- - (con G. Demuro), Emilio Lussu, Emile Chanoux. La fondazione di un ordinamento federale per le democrazie regionali, Aosta, Le Château, 2017
- - Mondi montani da governare (cur), Aracne, Roma, 2017
- - Aqua æqua. Dispositivi giuridici, partecipazione e giustizia per l'elemento idrico, Torino, Giappichelli, Collana Alle frontiere del diritto, 2018
- - Autonomie(s) en mouvement. L’evoluzione delle autonomie regionali speciali, Napoli, ESI, 2019
- - (con P. Costanzo e L. Trucco), Lineamenti di Diritto costituzionale della Regione Valle d’Aosta/Vallée d’Aoste, Torino, Giappichelli, 2020
- - (con G. Sordi) La nouvelle citoyenneté, Aosta, Le Château, 2021
- - Flessibilità fiscale e zone franche (cur). Profili giuridici e finanziari, ESI, 2022